# Onalaska (condado de La Crosse, Wisconsin)
Onalaska es un pueblo ubicado en el condado de La Crosse en el estado estadounidense de Wisconsin. En el Censo de 2010 tenía una población de 5623 habitantes y una densidad poblacional de 49,16 personas por km².

## Geografía
Onalaska se encuentra ubicado en las coordenadas 43°56′49″N 91°17′30″O / 43.94694, -91.29167. Según la Oficina del Censo de los Estados Unidos, Onalaska tiene una superficie total de 114.39 km², de la cual 92.2 km² corresponden a tierra firme y (19.4%) 22.19 km² es agua.

## Demografía
Según el censo de 2010, había 5623 personas residiendo en Onalaska. La densidad de población era de 49,16 hab./km². De los 5623 habitantes, Onalaska estaba compuesto por el 95.96% blancos, el 0.66% eran afroamericanos, el 0.36% eran amerindios, el 2.05% eran asiáticos, el 0% eran isleños del Pacífico, el 0.14% eran de otras razas y el 0.84% pertenecían a dos o más razas. Del total de la población el 1.35% eran hispanos o latinos de cualquier raza.